# Tecknau
Tecknau é uma comuna da Suíça, situada no distrito de Sissach, no cantão de Basileia-Campo. Tem 2,35 km² de área e sua população em 2018 foi estimada em 829 habitantes.